# Mario Besesti
Mario Besesti (Milán, 20 de noviembre de 1894 - Roma, 21 de junio de 1968), fue un actor de cine y doblaje italiano, siendo uno de los dobladores italianos más conocidos durante la época del Cine clásico de Hollywood.

## Biografía
Mario se dedicó al doblaje desde su nacimiento en 1932, especializándose cada vez más a partir de 1935, participando simultáneamente en espectáculos teatrales y radioteatros, a la par que en algunas películas en papeles secundarios, a partir de 1938 con Orgoglio de Marco Elter.
Dotado de una voz profunda y potente que hacía juego con su robusta complexión, dobló a numerosos actores igualmente grandes y corpulentos, entre ellos Charles Laughton, Edward Arnold, Thomas Mitchell, Raymond Massey]], Sydney Greenstreet]], Charles Coburn]], Edward G. Robinson (en El lobo de mar), Broderick Crawford, Ernest Borgnine (en De aquí a la eternidad), Akim Tamiroff (en Por quién doblan las campanas) y Orson Welles en El hombre, la bestia y la virtud. También fue la voz de la mula en la serie de películas Francis, la mula parlante, doblada en la versión original por Chill Wills.
Trabajó para la CDC, la compañía de doblaje más importante del cine italiano que, entre 1947 y 1948, inició también una política de redoblaje de películas de los primeros años del sonido, como Viva Villa! de Jack Conway (1934), donde Besesti prestó su voz a Wallace Beery en el papel de Pancho Villa.
También muy activo en las versiones italianas de las películas animadas de Disney, prestando su voz al Cazador en Blancanieves y los siete enanitos (doblaje de 1938), a Mangiafuoco en Pinocho, al narrador en Dumbo: el elefante volador, al Gran Príncipe del Bosque en Bambi (doblaje de 1948), al Rey en la Cenicienta (doblaje de 1950), a la Morsa en Alicia en el país de las maravillas y al sabueso Fido en La dama y el vagabundo (doblaje de 1955).
Retirado de la vida artística en 1958, falleció el 21 de junio de 1968 a la edad de 73 años. Está enterrado en el Cementerio comunal monumental Campo Verano.

## Filmografía
- Orgoglio, dirigida por Marco Elter (1938).
- Dopo divorzieremo, dirigida por Nunzio Malasomma (1940).
- Cortocircuito, dirigida por Giacomo Gentilomo (1943).
- O sole mio, dirigida por Giacomo Gentilomo (1945).
- Eugenia Grandet, dirigida por Mario Soldati (1947).
- Il mulino del Po, dirigida por Alberto Lattuada (1949).
- Miss Italia, dirigida por Duilio Coletti (1950).
- Il ladro di Venezia, dirigida por John Brahm (1950).

## Teatro
- El amor ya no está de moda, de Wilhelm Sterk, Teatro Chiarella de Turín, 11 de julio de 1933.
- Anna Christie de Eugene O'Neill, dirección de Anton Giulio Bragaglia, Teatro delle Arti de Roma, 28 de mayo de 1939.
- Agamenón de Esquilo , dirigida por Annibale Ninchi, Teatro Griego de Siracusa, 16 de mayo de 1948.

## Prosa radiofónica
- ¡De nada! de Antonio Conti, dirigida por Aldo Silvani, emitida el 26 de enero de 1938.
- El enfermo imaginario de Molière, dirigida por Nino Meloni , emitida el 3 de diciembre de 1945.

## Doblaje
- Phineas V. Lambert en Si tuviera un millón.
- Quasimodo en El jorobado de Notre Dame.
- Sir Humphrey Pengallan en Jamaica Inn.
- William Kidd en Capitán Kidd
- Albert Lory en Esta tierra es mía.
- El tío William "Billy" Bailey en ¡Qué bello es vivir!.
- Michael Howland en Entre estos muros.
- Tom Blue en El cisne negro.
- Thad Vail en High Barbaree.
- Reginald "Rags" Barnaby en Destry.
- Jim Taylor en El señor Smith va a Washington
- Amory Stilham en La señora Parkington.
- El juez Wilkins en Querida esposa.
- Penrod Biddel en La ciudad que nunca duerme.
- Jimmy Norton en Conoce a John Doe.
- Wolf Larsen en El lobo de mar
- James R. Judson en De aquí a la eternidad.
- Pablo en Por quién doblan las campanas.
- Pancho Villa en Viva Villa!.
- Max Fabian en Eva al desnudo.